# SDSS J103026.78+021306.4
| SDSS J103026.78+021306.4                                | SDSS J103026.78+021306.4 |
| ------------------------------------------------------- | ------------------------ |
| Beobachtungsdaten Äquinoktium: J2000.0, Epoche: J2000.0 |                          |
| Sternbild                                               | Sextant                  |
| Rektaszension                                           | 10h 30m 26.8s            |
| Deklination                                             | +2° 13′ 06″              |
| Helligkeit (J-Band)                                     | ca. 17 mag               |
| Spektralklasse                                          | L9.5±1                   |

SDSS J103026.78+021306.4 ist ein später L-Zwerg im Sternbild Sextans. Seine Spektralklasse wird auf L9.5±1 geschätzt.